# Liste der Kulturdenkmale in Endingen am Kaiserstuhl
In der Liste der Kulturdenkmale in Endingen am Kaiserstuhl sind Bau- und Kunstdenkmale der Stadt Endingen am Kaiserstuhl verzeichnet, die im „Verzeichnis der unbeweglichen Bau- und Kunstdenkmale und der zu prüfenden Objekte“ des Landesamts für Denkmalpflege Baden-Württemberg verzeichnet sind. Dieses Verzeichnis ist nicht öffentlich und kann nur bei „berechtigtem Interesse“ eingesehen werden. Die folgende Liste ist daher nicht vollständig.

## Allgemein
- Bild: Zeigt ein ausgewähltes Bild aus Commons, „Weitere Bilder“ verweist auf die Bilder im Medienarchiv Wikimedia Commons.
- Bezeichnung: Nennt den Namen, die Bezeichnung oder die Art des Kulturdenkmals.
- Lage: Straßenname und Hausnummer oder Flurstücknummer des Kulturdenkmals, gegebenenfalls auch den Ortsteil. Die Grundsortierung der Liste erfolgt nach dieser Adresse. Der Link (Karte) führt zu verschiedenen Kartendiensten mit der Position des Kulturdenkmals. Fehlt dieser Link, wurden die Koordinaten noch nicht eingetragen. Sind diese bekannt, können sie über ein Tool mit einer Kartenansicht einfach nachgetragen werden. In dieser Kartenansicht sind Kulturdenkmale ohne Koordinaten mit einem roten bzw. orangen Marker dargestellt und können durch Verschieben auf die richtige Position in der Karte mit Koordinaten versehen werden. Kulturdenkmale ohne Bild sind an einem blauen bzw. roten Marker erkennbar.
- Datierung: Baubeginn, Fertigstellung, Datum der Erstnennung oder grobe zeitliche Einordnung entsprechend des Eintrags in der zuständigen Denkmaldatenbank (Landesamt für Denkmalpflege Baden-Württemberg).
- Beschreibung: Kurzcharakteristik des Kulturdenkmals.

## Kulturdenkmale der Stadt Endingen am Kaiserstuhl

### Endingen (Kernstadt)
Bau-, Kunst- und Kulturdenkmale in Endingen mit der Kernstadt Endingen und dem Gehöft Wilhelmshöfe:

#### Gesamtanlage Endingen
| Bild           | Bezeichnung                                                                            | Lage                                                                      | Datierung                                       | Beschreibung | ID |
| -------------- | -------------------------------------------------------------------------------------- | ------------------------------------------------------------------------- | ----------------------------------------------- | --- | -- |
|                | Scheune Adelshof 4                                                                     | Endingen, Adelshof 4 (Karte)                                              | 18. Jahrhundert                                 | Erhaltenswertes Gebäude | BW |
| Weitere Bilder | Adelshof, sog. Üsenberger Hof                                                          | Endingen, Adelshof 18/20 und bei 18 (Karte)                               | Ende 15. Jahrhundert                            | Geschützt nach § 28 DSchG |    |
| Weitere Bilder | Stadtmauer                                                                             | Endingen, Am Langen Buck (Karte)                                          | 1319                                            | Sachgesamtheit |    |
|                | Wohnhaus Am Langen Buck 1                                                              | Endingen, Am Langen Buck 1 (Karte)                                        | 1. Hälfte des 20. Jahrhunderts                  | Erhaltenswertes Gebäude | BW |
|                | Ökonomiegebäude Auf dem Hof                                                            | Endingen, Auf dem Hof                                                     | 19. Jahrhundert                                 | Prüffall |    |
|                | Wohnhaus Auf dem Hof 1                                                                 | Endingen, Auf dem Hof 1 (Karte)                                           | 18. Jahrhundert                                 | Geschützt nach § 2 DSchG | BW |
|                | Wohnhaus Auf dem Hof 2                                                                 | Endingen, Auf dem Hof 2 (Karte)                                           | 18. Jahrhundert                                 | Geschützt nach § 2 DSchG | BW |
|                | Wohnhaus Auf dem Hof 3                                                                 | Endingen, Auf dem Hof 3 (Karte)                                           |                                                 | Prüffall | BW |
|                | Wohnhaus Auf dem Hof 5                                                                 | Endingen, Auf dem Hof 5 (Karte)                                           | 18. Jahrhundert                                 | Erhaltenswertes Gebäude | BW |
|                | Wohnhaus Auf dem Hof 6                                                                 | Endingen, Auf dem Hof 6 (Karte)                                           | 18./19. Jahrhundert                             | Erhaltenswertes Gebäude | BW |
|                | Wohnhaus Auf dem Hof 7                                                                 | Endingen, Auf dem Hof 7 (Karte)                                           | 18./19. Jahrhundert                             | Erhaltenswertes Gebäude | BW |
|                | Wohnhaus Auf dem Hof 11                                                                | Endingen, Auf dem Hof 11 (Karte)                                          | 19. Jahrhundert                                 | Erhaltenswertes Gebäude | BW |
|                | Wohnhaus Auf dem Hof 14                                                                | Endingen, Auf dem Hof 14 (Karte)                                          | 18. Jahrhundert                                 | Prüffall | BW |
|                | Wohnhaus Auf dem Hof 18                                                                | Endingen, Auf dem Hof 18 (Karte)                                          | 18. Jahrhundert                                 | Prüffall | BW |
|                | Scheune Auf dem Hof 21                                                                 | Endingen, Auf dem Hof 21 (Karte)                                          | 18./19. Jahrhundert                             | Erhaltenswertes Gebäude mit Teilen der Stadtmauer | BW |
|                | Wohnhaus Auf dem Hof 22                                                                | Endingen, Auf dem Hof 22 (Karte)                                          | 18. Jahrhundert                                 | Erhaltenswertes Gebäude | BW |
| Weitere Bilder | Aussichtsturm, sog. Schött-Turm                                                        | Endingen, Auf dem Hof bei 25 (Karte)                                      | 1880-1885                                       | Geschützt nach § 2 DSchG |    |
|                | Wohnhaus Auf dem Hof 29                                                                | Endingen, Auf dem Hof 29 (Karte)                                          | 18. Jahrhundert                                 | Erhaltenswertes Gebäude | BW |
|                | Wohnhaus Auf dem Hof 30                                                                | Endingen, Auf dem Hof 30 (Karte)                                          | 18. Jahrhundert                                 | Erhaltenswertes Gebäude | BW |
|                | Wohnhaus Auf dem Hof 36                                                                | Endingen, Auf dem Hof 36 (Karte)                                          | 18. Jahrhundert                                 | Geschützt nach § 2 DSchG | BW |
|                | Wohnhaus Auf dem Hof 36                                                                | Endingen, Auf dem Hof 36 (Karte)                                          | 18. Jahrhundert                                 | Geschützt nach § 2 DSchG | BW |
|                | Wohnhaus Auf dem Hof 37                                                                | Endingen, Auf dem Hof 37 (Karte)                                          | 18. Jahrhundert                                 | Prüffall | BW |
|                | Scheune Auf dem Hof neben 37                                                           | Endingen, Auf dem Hof neben 37 (Karte)                                    | 18. Jahrhundert                                 | Erhaltenswertes Gebäude | BW |
|                | Wohnhaus Auf dem Hof 38                                                                | Endingen, Auf dem Hof 38 (Karte)                                          | 18. Jahrhundert                                 | Geschützt nach § 2 DSchG | BW |
|                | Wohnhaus Auf dem Hof 39                                                                | Endingen, Auf dem Hof 39 (Karte)                                          | 18. Jahrhundert                                 | Geschützt nach § 2 DSchG | BW |
|                | Wohnhaus Auf dem Hof 40                                                                | Endingen, Auf dem Hof 40 (Karte)                                          | 18. Jahrhundert                                 | Geschützt nach § 2 DSchG | BW |
|                | Wohnhaus Auf dem Hof 41                                                                | Endingen, Auf dem Hof 41 (Karte)                                          | 18. Jahrhundert                                 | Prüffall | BW |
|                | Wohnhaus Auf dem Hof 42                                                                | Endingen, Auf dem Hof 42 (Karte)                                          | 19. Jahrhundert                                 | Prüffall | BW |
|                | Wohnhaus Auf dem Hof 43                                                                | Endingen, Auf dem Hof 43 (Karte)                                          | 18. Jahrhundert                                 | Prüffall | BW |
|                | Wohnhaus Bachstraße 6                                                                  | Endingen, Bachstraße 6 (Karte)                                            | 18. Jahrhundert                                 | Erhaltenswertes Gebäude |    |
|                | Wohnhaus Bachstraße 17                                                                 | Endingen, Bachstraße 17 (Karte)                                           | 19. Jahrhundert                                 | Erhaltenswertes Gebäude |    |
| Weitere Bilder | Wallfahrtskirche St. Martin                                                            | Endingen, Bei der oberen Kirche 1 (Karte)                                 | um 1471                                         | Geschützt nach § 2 DSchG |    |
|                | Wohnhaus Bei der oberen Kirche 2 / Marktplatz 16 / Marktplatz 18                       | Endingen, Bei der oberen Kirche 2 / Marktplatz 16 / Marktplatz 18 (Karte) | 16./17. Jahrhundert                             | Geschützt nach § 2 DSchG |    |
|                | Mesnerhaus, sog. Oberes Sigristenhaus                                                  | Endingen, Bei der oberen Kirche 3 (Karte)                                 | 16./17. Jahrhundert                             | Geschützt nach § 2 DSchG |    |
|                | Wohnhaus Bei der oberen Kirche 7                                                       | Endingen, Bei der oberen Kirche 7 (Karte)                                 | um 1402                                         | Geschützt nach § 12 DSchG | BW |
|                | Ökonomiegebäude Bei der oberen Kirche bei 7                                            | Endingen, Bei der oberen Kirche bei 7 (Karte)                             | 18. Jahrhundert                                 | Erhaltenswertes Gebäude | BW |
|                | Wehrturm Bei der oberen Kirche bei 9                                                   | Endingen, Bei der oberen Kirche bei 9 (Karte)                             | 13. Jahrhundert                                 | | BW |
|                | Kirchengemeindliches Gebäude Bei der oberen Kirche 11                                  | Endingen, Bei der oberen Kirche 11 (Karte)                                | 1873                                            | Geschützt nach § 2 DSchG | BW |
|                | Wohnhaus Bei der oberen Kirche 14                                                      | Endingen, Bei der oberen Kirche 14 (Karte)                                | 18. Jahrhundert                                 | Geschützt nach § 2 DSchG | BW |
|                | Gehöft Bei der oberen Kirche 16                                                        | Endingen, Bei der oberen Kirche 16 (Karte)                                | 18. Jahrhundert                                 | Geschützt nach § 2 DSchG | BW |
| Weitere Bilder | Brunnen Brunnengäßli                                                                   | Endingen, Brunnengäßli (Karte)                                            |                                                 | Geschützt nach § 2 DSchG |    |
| Weitere Bilder | Brunnen, sog. Zimbers- oder Bollastebrunnen                                            | Endingen, Dielenmarktstraße (Karte)                                       | 1746                                            | Geschützt nach § 2 DSchG |    |
|                | Wohnhaus, Zum Judenbrunnen Dielenmarktstraße 1                                         | Endingen, Dielenmarktstraße 1 (Karte)                                     | 1608                                            | Geschützt nach § 2 DSchG |    |
|                | Wohnhaus Dielenmarktstraße 2                                                           | Endingen, Dielenmarktstraße 2 (Karte)                                     | 18. Jahrhundert                                 | Geschützt nach § 2 DSchG |    |
|                | Wohn- und Geschäftshaus Dielenmarktstraße 3                                            | Endingen, Dielenmarktstraße 3 (Karte)                                     | 1782                                            | Geschützt nach § 2 DSchG | BW |
|                | Wohnhaus Dielenmarktstraße 4                                                           | Endingen, Dielenmarktstraße 4 (Karte)                                     | 18. Jahrhundert                                 | Geschützt nach § 2 DSchG |    |
|                | Scheune Dielenmarktstraße hinter 4                                                     | Endingen, Dielenmarktstraße hinter 4 (Karte)                              | 18. Jahrhundert                                 | Erhaltenswertes Gebäude | BW |
|                | Wohn- und Geschäftshaus Dielenmarktstraße 7                                            | Endingen, Dielenmarktstraße 7 (Karte)                                     | 19. Jahrhundert                                 | Geschützt nach § 2 DSchG |    |
|                | Wohnhaus Dielenmarktstraße 9                                                           | Endingen, Dielenmarktstraße 9 (Karte)                                     | 18. Jahrhundert                                 | Geschützt nach § 2 DSchG |    |
|                | Wohnhaus Dielenmarktstraße 15                                                          | Endingen, Dielenmarktstraße 15 (Karte)                                    | um 1870                                         | Geschützt nach § 2 DSchG |    |
|                | Torfahrthaus Dielenmarktstraße 16                                                      | Endingen, Dielenmarktstraße 16 (Karte)                                    | 1608                                            | Geschützt nach § 2 DSchG |    |
|                | Wohnhaus Dielenmarktstraße 17                                                          | Endingen, Dielenmarktstraße 17 (Karte)                                    | 18./19. Jahrhundert                             | Erhaltenswertes Gebäude |    |
|                | Wohnhaus Dielenmarktstraße 18                                                          | Endingen, Dielenmarktstraße 18 (Karte)                                    | 1716                                            | Geschützt nach § 2 DSchG |    |
|                | Torfahrthaus Dielenmarktstraße 20                                                      | Endingen, Dielenmarktstraße 20 (Karte)                                    | 18. Jahrhundert                                 | Geschützt nach § 2 DSchG |    |
|                | Wohnhaus Dielenmarktstraße 22                                                          | Endingen, Dielenmarktstraße 22 (Karte)                                    | 1727                                            | Geschützt nach § 2 DSchG |    |
|                | Wohnhaus Dielenmarktstraße 24                                                          | Endingen, Dielenmarktstraße 24 (Karte)                                    | Ende des 18. Jahrhunderts                       | Geschützt nach § 2 DSchG |    |
|                | Wohnhaus Fronhof 1                                                                     | Endingen, Fronhof 1 (Karte)                                               | 18. Jahrhundert                                 | Prüffall | BW |
|                | Wohnhaus Fronhof 3                                                                     | Endingen, Fronhof 3 (Karte)                                               | 18. Jahrhundert                                 | Prüffall |    |
|                | Wohnhaus Fronhof 6                                                                     | Endingen, Fronhof 6 (Karte)                                               | 1905                                            | Erhaltenswertes Gebäude |    |
|                | Wohnhaus Fronhof 7                                                                     | Endingen, Fronhof 7 (Karte)                                               | 17. Jahrhundert                                 | Prüffall | BW |
|                | Wohnhaus Fronhof 8                                                                     | Endingen, Fronhof 8 (Karte)                                               | 19. Jahrhundert                                 | Erhaltenswertes Gebäude | BW |
|                | Wohnhaus Fronhof 9                                                                     | Endingen, Fronhof 9 (Karte)                                               | 18. Jahrhundert                                 | Geschützt nach § 2 DSchG | BW |
|                | Wohnhaus Fronhof 16                                                                    | Endingen, Fronhof 16 (Karte)                                              | 17. Jahrhundert                                 | Prüffall | BW |
|                | Gehöft Fronhof 17                                                                      | Endingen, Fronhof 17 (Karte)                                              | 18. Jahrhundert                                 | Sachgesamtheit |    |
|                | Wohnhaus Fronhof 18                                                                    | Endingen, Fronhof 18 (Karte)                                              | 17. Jahrhundert                                 | Prüffall | BW |
|                | Gehöft Fronhof 23                                                                      | Endingen, Fronhof 23 (Karte)                                              | 17./18. Jahrhundert                             | Geschützt nach § 2 DSchG | BW |
|                | Wohnhaus Fronhof 24                                                                    | Endingen, Fronhof 24 (Karte)                                              | um 1886                                         | Erhaltenswertes Gebäude |    |
|                | Wohnhaus Fronhof 28                                                                    | Endingen, Fronhof 28 (Karte)                                              | 17./18. Jahrhundert                             | Prüffall |    |
|                | Wohnhaus Fronhof 30                                                                    | Endingen, Fronhof 30 (Karte)                                              | 18. Jahrhundert                                 | Prüffall | BW |
|                | Gehöft Fronhof 40                                                                      | Endingen, Fronhof 40 (Karte)                                              | 18. Jahrhundert                                 | Geschützt nach § 2 DSchG | BW |
| Weitere Bilder | Brunnen, sog. Wette- bzw. Judenbrunnen Hauptstraße                                     | Endingen, Hauptstraße (Karte)                                             |                                                 | Geschützt nach § 2 DSchG |    |
|                | Gehöft Hauptstraße 1                                                                   | Endingen, Hauptstraße 1 (Karte)                                           | um 1863                                         | Geschützt nach § 2 DSchG |    |
| Weitere Bilder | Pfarrhof                                                                               | Endingen, Hauptstraße 2 (Karte)                                           | 1874                                            | Geschützt nach § 2 DSchG |    |
| Weitere Bilder | Zollhaus                                                                               | Endingen, Hauptstraße 3 (Karte)                                           | 17./18. Jahrhundert                             | Geschützt nach § 2 DSchG |    |
|                | Wohnhaus Hauptstraße 5                                                                 | Endingen, Hauptstraße 5 (Karte)                                           | 18. Jahrhundert                                 | Geschützt nach § 2 DSchG |    |
|                | Gehöft Hauptstraße 6                                                                   | Endingen, Hauptstraße 6 (Karte)                                           | um 1721                                         | Geschützt nach § 2 DSchG |    |
|                | Wohn- und Wirtschaftsgebäude Hauptstraße 7                                             | Endingen, Hauptstraße 7 (Karte)                                           | 18. Jahrhundert                                 | Prüffall |    |
|                | Wohn- und Geschäftshaus Hauptstraße 8                                                  | Endingen, Hauptstraße 8 (Karte)                                           | 18. Jahrhundert                                 | Geschützt nach § 2 DSchG |    |
|                | Wohnhaus Hauptstraße 9                                                                 | Endingen, Hauptstraße 9 (Karte)                                           | 18. Jahrhundert                                 | Geschützt nach § 2 DSchG |    |
| Weitere Bilder | Gasthof Engel                                                                          | Endingen, Hauptstraße 10 (Karte)                                          | 18. Jahrhundert                                 | Geschützt nach § 2 DSchG |    |
|                | Wohnhaus Hauptstraße 11                                                                | Endingen, Hauptstraße 11 (Karte)                                          | 18. Jahrhundert                                 | Prüffall | BW |
|                | Wohnhaus Hauptstraße 12                                                                | Endingen, Hauptstraße 12 (Karte)                                          | 1717                                            | Geschützt nach § 2 DSchG |    |
|                | Wohnhaus Hauptstraße 13                                                                | Endingen, Hauptstraße 13 (Karte)                                          | im Kern 17. Jahrhundert                         | Geschützt nach § 2 DSchG |    |
|                | Gehöft Hauptstraße 14                                                                  | Endingen, Hauptstraße 14 (Karte)                                          | 18. Jahrhundert                                 | Prüffall |    |
|                | Wohnhaus Hauptstraße 15                                                                | Endingen, Hauptstraße 15 (Karte)                                          | 1541                                            | Geschützt nach § 2 DSchG |    |
|                | Wohnhaus Hauptstraße 17                                                                | Endingen, Hauptstraße 17 (Karte)                                          | 1541                                            | Geschützt nach § 2 DSchG |    |
|                | Wohn- und Wirtschaftsgebäude Hauptstraße 18                                            | Endingen, Hauptstraße 18 (Karte)                                          | 18. Jahrhundert                                 | Geschützt nach § 2 DSchG |    |
|                | Wohnhaus Hauptstraße 19                                                                | Endingen, Hauptstraße 19 (Karte)                                          | 18. Jahrhundert                                 | Geschützt nach § 2 DSchG | BW |
|                | Wohnhaus Hauptstraße 20                                                                | Endingen, Hauptstraße 20 (Karte)                                          | im Kern vermutlich 16. Jahrhundert              | Geschützt nach § 2 DSchG |    |
|                | Wohnhaus Hauptstraße 21                                                                | Endingen, Hauptstraße 21 (Karte)                                          | 18. Jahrhundert                                 | Prüffall | BW |
|                | Wohn- und Wirtschaftsgebäude Hauptstraße 22                                            | Endingen, Hauptstraße 22 (Karte)                                          | 18. Jahrhundert                                 | Geschützt nach § 2 DSchG | BW |
|                | Gasthaus Hauptstraße 23                                                                | Endingen, Hauptstraße 23 (Karte)                                          | 18. Jahrhundert                                 | Geschützt nach § 2 DSchG |    |
|                | Wohn- und Wirtschaftsgebäude Hauptstraße 24                                            | Endingen, Hauptstraße 24 (Karte)                                          | 18. Jahrhundert                                 | Geschützt nach § 2 DSchG |    |
|                | Doppelscheune Hauptstraße hinter 25                                                    | Endingen, Hauptstraße hinter 25 (Karte)                                   | 18. Jahrhundert                                 | erhaltenswertes Gebäude |    |
|                | Doppelwohnhaus Hauptstraße 27                                                          | Endingen, Hauptstraße 27 (Karte)                                          | 1571                                            | Geschützt nach § 28 DSchG |    |
|                | Wohnhaus Hauptstraße 28                                                                | Endingen, Hauptstraße 28 (Karte)                                          | 18. Jahrhundert                                 | Geschützt nach § 2 DSchG | BW |
|                | Torfahrthaus Hauptstraße 29                                                            | Endingen, Hauptstraße 29 (Karte)                                          | 18. Jahrhundert                                 | Geschützt nach § 2 DSchG |    |
|                | Scheune Hauptstraße 30                                                                 | Endingen, Hauptstraße 30 (Karte)                                          | 18. Jahrhundert                                 | Geschützt nach § 2 DSchG | BW |
|                | Wohnhaus Hauptstraße 31                                                                | Endingen, Hauptstraße 31 (Karte)                                          | um 1779                                         | Geschützt nach § 2 DSchG |    |
|                | Wohnhaus Hauptstraße 33                                                                | Endingen, Hauptstraße 33 (Karte)                                          | 1718                                            | Geschützt nach § 2 DSchG | BW |
|                | Wohnhaus Hauptstraße 34                                                                | Endingen, Hauptstraße 34 (Karte)                                          | 18. Jahrhundert                                 | Geschützt nach § 2 DSchG |    |
|                | Wohnhaus, Haus zum Schwibbogen Hauptstraße 36                                          | Endingen, Hauptstraße 36 (Karte)                                          | 18. Jahrhundert                                 | Geschützt nach § 2 DSchG |    |
|                | Wohnhaus Hauptstraße 38                                                                | Endingen, Hauptstraße 38 (Karte)                                          | um 1825                                         | Geschützt nach § 2 DSchG |    |
|                | Wohn- und Geschäftshaus, Haus Merkle Hauptstraße 40                                    | Endingen, Hauptstraße 40 (Karte)                                          | 1768                                            | Geschützt nach § 2 DSchG | BW |
|                | Apotheke Hauptstraße 41                                                                | Endingen, Hauptstraße 41 (Karte)                                          | um 1800                                         | Geschützt nach § 28 DSchG |    |
|                | Wohn- und Geschäftshaus Hauptstraße 43                                                 | Endingen, Hauptstraße 43 (Karte)                                          | 18. Jahrhundert                                 | Geschützt nach § 2 DSchG |    |
|                | Wohn- und Geschäftshaus Hauptstraße 47                                                 | Endingen, Hauptstraße 47 (Karte)                                          | 18. Jahrhundert                                 | Geschützt nach § 2 DSchG |    |
|                | Gasthaus Zum Löwen                                                                     | Endingen, Hauptstraße 48 (Karte)                                          | 18. Jahrhundert                                 | Geschützt nach § 2 DSchG | BW |
|                | Zunfthaus Hauptstraße 50                                                               | Endingen, Hauptstraße 50 (Karte)                                          | spätes 19. Jahrhundert / frühes 20. Jahrhundert | Geschützt nach § 2 DSchG | BW |
|                | Wohn- und Geschäftshaus Hauptstraße 51                                                 | Endingen, Hauptstraße 51 (Karte)                                          | 19. Jahrhundert                                 | Geschützt nach § 2 DSchG |    |
|                | Wohn- und Geschäftshaus Hauptstraße 52 / 54 / 56                                       | Endingen, Hauptstraße 52 / 54 / 56 (Karte)                                | 1896                                            | Geschützt nach § 2 DSchG | BW |
|                | Wohn- und Geschäftshaus Hauptstraße 53                                                 | Endingen, Hauptstraße 53 (Karte)                                          | 1962                                            | erhaltenswertes Gebäude | BW |
|                | Ökonomiegebäude Hauptstraße 54 (hinter) / 56 (hinter)                                  | Endingen, Hauptstraße 54 (hinter) / 56 (hinter) (Karte)                   | Ende 19. Jahrhunderts                           | erhaltenswertes Gebäude | BW |
|                | Wohn- und Geschäftshaus Hauptstraße 55                                                 | Endingen, Hauptstraße 55 (Karte)                                          | 18. Jahrhundert                                 | Geschützt nach § 2 DSchG |    |
|                | Wohnhaus Hauptstraße 57                                                                | Endingen, Hauptstraße 57 (Karte)                                          | 1673                                            | Geschützt nach § 28 DSchG |    |
|                | Torfahrthaus Hauptstraße 58                                                            | Endingen, Hauptstraße 58 (Karte)                                          | 18. Jahrhundert                                 | Geschützt nach § 2 DSchG |    |
|                | Wohnhaus Hauptstraße 59                                                                | Endingen, Hauptstraße 59 (Karte)                                          | 1406                                            | Geschützt nach § 28 DSchG |    |
| Weitere Bilder | Neues Rathaus, ehem. Gasthaus Sonne                                                    | Endingen, Hauptstraße 60 (Karte)                                          | um 1775                                         | Geschützt nach § 28 DSchG |    |
|                | Wohn- und Geschäftshaus Hauptstraße 61                                                 | Endingen, Hauptstraße 61 (Karte)                                          | 19. Jahrhundert                                 | Geschützt nach § 2 DSchG |    |
|                | Wohn- und Geschäftshaus Hauptstraße 62                                                 | Endingen, Hauptstraße 62 (Karte)                                          | 18. Jahrhundert                                 | Geschützt nach § 2 DSchG | BW |
|                | Gehöft Hauptstraße 63 / Markgrafenstraße 2                                             | Endingen, Hauptstraße 63 / Markgrafenstraße 2 (Karte)                     | 19. Jahrhundert                                 | Geschützt nach § 2 DSchG |    |
|                | Wohnhaus Hauptstraße 65                                                                | Endingen, Hauptstraße 65 (Karte)                                          | 19. Jahrhundert                                 | Geschützt nach § 2 DSchG |    |
|                | Wohn- und Geschäftshaus, ehem. Jakobskapelle bzw. Gasthaus zum Hirschen Hauptstraße 66 | Endingen, Hauptstraße 66 (Karte)                                          | im Kern 18. Jahrhundert                         | Geschützt nach § 2 DSchG |    |
|                | Gasthaus Sonne Hauptstraße 67                                                          | Endingen, Hauptstraße 67 (Karte)                                          | erste Hälfte 19. Jahrhunderts                   | Geschützt nach § 2 DSchG |    |
|                | Wohn- und Geschäftshaus Hauptstraße 68                                                 | Endingen, Hauptstraße 68 (Karte)                                          | nach 1549/50                                    | Geschützt nach § 2 DSchG |    |
| Weitere Bilder | Stadttor, sog. Königschaffhausener Tor Hauptstraße 69                                  | Endingen, Hauptstraße 69 (Karte)                                          | 1317                                            | Geschützt nach § 28 DSchG |    |
|                | Wohn- und Geschäftshaus Hauptstraße 72                                                 | Endingen, Hauptstraße 72 (Karte)                                          | 19. Jahrhundert                                 | Geschützt nach § 2 DSchG |    |
|                | Wohn- und Geschäftshaus Hauptstraße 74                                                 | Endingen, Hauptstraße 74 (Karte)                                          | 1719                                            | Geschützt nach § 2 DSchG |    |
|                | Seifensiederei Hauptstraße 76a                                                         | Endingen, Hauptstraße 76a (Karte)                                         | 1907                                            | Geschützt nach § 2 DSchG |    |
|                | Scheune Hauptstraße 80                                                                 | Endingen, Hauptstraße 80 (Karte)                                          | 18. Jahrhundert                                 | erhaltenswertes Gebäude | BW |
|                | Wohnhaus Hauptstraße 84 / 86 / 88                                                      | Endingen, Hauptstraße 84 / 86 / 88 (Karte)                                | 18. Jahrhundert                                 | Geschützt nach § 2 DSchG | BW |
|                | Wohn- und Geschäftshaus Hauptstraße 90 / 92                                            | Endingen, Hauptstraße 90 / 92 (Karte)                                     | 17.-19. Jahrhundert                             | Geschützt nach § 2 DSchG |    |
|                | Wohnhaus Helmenwinkel 2                                                                | Endingen, Helmenwinkel 2 (Karte)                                          | 17. Jahrhundert                                 | Prüffall |    |
|                | Ökonomiegebäude Hofgässli 6a                                                           | Endingen, Hofgässli 6a (Karte)                                            | 18. Jahrhundert                                 | erhaltenswertes Gebäude | BW |
|                | Wohnhaus Huttenhofstraße 8                                                             | Endingen, Huttenhofstraße 8 (Karte)                                       | um 1941                                         | erhaltenswertes Gebäude | BW |
|                | Rückgebäude Im Gaiswasser hinter 1                                                     | Endingen, Im Gaiswasser hinter 1 (Karte)                                  | 20. Jahrhundert                                 | erhaltenswertes Gebäude | BW |
|                | Wohn- und Wirtschaftsgebäude Im Gaiswasser 6                                           | Endingen, Im Gaiswasser 6 (Karte)                                         | 19. Jahrhundert                                 | erhaltenswertes Gebäude | BW |
|                | Wohnhaus Im Gaiswasser 7                                                               | Endingen, Im Gaiswasser 7 (Karte)                                         | 18. Jahrhundert                                 | erhaltenswertes Gebäude | BW |
|                | Wohn- und Wirtschaftsgebäude Im Gaiswasser 8/10                                        | Endingen, Im Gaiswasser 8/10 (Karte)                                      | 19. Jahrhundert                                 | erhaltenswertes Gebäude | BW |
|                | Wohnhaus Im Ostal 2                                                                    | Endingen, Im Ostal 2 (Karte)                                              | 19. Jahrhundert                                 | erhaltenswertes Gebäude |    |
|                | Wohnhaus Im Ostal 12                                                                   | Endingen, Im Ostal 12 (Karte)                                             | um 1950                                         | erhaltenswertes Gebäude |    |
|                | Wohnhaus Im Ostal 14                                                                   | Endingen, Im Ostal 14 (Karte)                                             | um 1950                                         | erhaltenswertes Gebäude |    |
|                | Wohnhaus Im Ostal 15                                                                   | Endingen, Im Ostal 15 (Karte)                                             | 18. Jahrhundert                                 | Geschützt nach § 2 DSchG |    |
|                | Wohnhaus Im Ostal 17                                                                   | Endingen, Im Ostal 17 (Karte)                                             | 18. Jahrhundert                                 | erhaltenswertes Gebäude |    |
|                | Wohn- und Wirtschaftsgebäude Im Ostal 19                                               | Endingen, Im Ostal 19 (Karte)                                             | 19. Jahrhundert                                 | erhaltenswertes Gebäude |    |
|                | Wohn- und Wirtschaftsgebäude Im Ostal 21                                               | Endingen, Im Ostal 21 (Karte)                                             | um 1908                                         | erhaltenswertes Gebäude |    |
|                | Wohnhaus Im Ostal 22                                                                   | Endingen, Im Ostal 22 (Karte)                                             | um 1950                                         | erhaltenswertes Gebäude | BW |
|                | Wohnhaus Im Ostal 24                                                                   | Endingen, Im Ostal 24 (Karte)                                             | 18. Jahrhundert                                 | Geschützt nach § 2 DSchG |    |
|                | Wohnhaus Im Ostal 26                                                                   | Endingen, Im Ostal 26 (Karte)                                             | 1759                                            | Geschützt nach § 2 DSchG |    |
|                | Scheune Im Ostal hinter 26                                                             | Endingen, Im Ostal hinter 26 (Karte)                                      | 18. Jahrhundert                                 | erhaltenswertes Gebäude | BW |
|                | Wohnhaus Im Ostal 34                                                                   | Endingen, Im Ostal 34 (Karte)                                             | um 1600                                         | Geschützt nach § 2 DSchG |    |
|                | Wohnhaus Im Ostal 38                                                                   | Endingen, Im Ostal 38 (Karte)                                             | 19. Jahrhundert                                 | erhaltenswertes Gebäude | BW |
|                | Scheune Im Ostal 42                                                                    | Endingen, Im Ostal 42 (Karte)                                             | 18. Jahrhundert                                 | erhaltenswertes Gebäude | BW |
|                | Wohnhaus Im Ostal 44                                                                   | Endingen, Im Ostal 44 (Karte)                                             | 19. Jahrhundert                                 | erhaltenswertes Gebäude | BW |
|                | Wohnhaus Im Ostal 48                                                                   | Endingen, Im Ostal 48 (Karte)                                             | 19. Jahrhundert                                 | erhaltenswertes Gebäude | BW |
|                | Wohnhaus Im Ostal 50                                                                   | Endingen, Im Ostal 50 (Karte)                                             | 19. Jahrhundert                                 | erhaltenswertes Gebäude | BW |
| Weitere Bilder | Kaplanei                                                                               | Endingen, Kaplaneistraße 7 (Karte)                                        | um 1786                                         | Geschützt nach § 2 DSchG |    |
|                | Wohnhaus Kaplaneistraße 9                                                              | Endingen, Kaplaneistraße 9 (Karte)                                        | 19. Jahrhundert                                 | erhaltenswertes Gebäude |    |
|                | Wohnhaus Karl-Burger-Straße 4                                                          | Endingen, Karl-Burger-Straße 4 (Karte)                                    |                                                 | Prüffall | BW |
|                | Wohnhaus Karl-Burger-Straße 7                                                          | Endingen, Karl-Burger-Straße 7 (Karte)                                    | 1778                                            | Prüffall |    |
|                | Scheune Karl-Burger-Straße bei 11                                                      | Endingen, Karl-Burger-Straße bei 11 (Karte)                               | 18. Jahrhundert                                 | Geschützt nach § 2 DSchG |    |
|                | Gehöft, Lehenhof                                                                       | Endingen, Lehenhofstraße 3 (Karte)                                        | 1779                                            | Geschützt nach § 2 DSchG |    |
|                | Scheune Lehenhofstraße 4                                                               | Endingen, Lehenhofstraße 4 (Karte)                                        | 18. Jahrhundert                                 | erhaltenswertes Gebäude |    |
|                | Wohnhaus Lehenhofstraße 6                                                              | Endingen, Lehenhofstraße 6 (Karte)                                        | 17. Jahrhundert                                 | Prüffall |    |
|                | Wohnhaus Lehenhofstraße 7                                                              | Endingen, Lehenhofstraße 7 (Karte)                                        | 18./19. Jahrhundert                             | Geschützt nach § 2 DSchG |    |
|                | Wohn- und Wirtschaftsgebäude Lehenhofstraße 10                                         | Endingen, Lehenhofstraße 10 (Karte)                                       | 19. Jahrhundert                                 | erhaltenswertes Gebäude | BW |
|                | Wohnhaus Lehenhofstraße 12                                                             | Endingen, Lehenhofstraße 12 (Karte)                                       | 19. Jahrhundert                                 | erhaltenswertes Gebäude | BW |
|                | Wohnhaus Lehenhofstraße 19                                                             | Endingen, Lehenhofstraße 19 (Karte)                                       | 1726                                            | erhaltenswertes Gebäude | BW |
|                | Scheune Lehenhofstraße 23                                                              | Endingen, Lehenhofstraße 23 (Karte)                                       | 19. Jahrhundert                                 | erhaltenswertes Gebäude | BW |
| Weitere Bilder | Brunnen St. Johannes Nepomuk                                                           | Endingen, Lindenplatz (Karte)                                             | 18. Jahrhundert                                 | Geschützt nach § 2 DSchG |    |
|                | Wohn- und Geschäftshaus Lindenplatz 2                                                  | Endingen, Lindenplatz 2 (Karte)                                           | 18. Jahrhundert                                 | Geschützt nach § 2 DSchG |    |
|                | Wohn- und Geschäftshaus Lindenplatz 4                                                  | Endingen, Lindenplatz 4 (Karte)                                           | 1736                                            | Geschützt nach § 2 DSchG |    |
|                | Wohnhaus Lindenplatz 5                                                                 | Endingen, Lindenplatz 5 (Karte)                                           | 19. Jahrhundert                                 | erhaltenswertes Gebäude |    |
|                | Gehöft Lindenplatz 6                                                                   | Endingen, Lindenplatz 6 (Karte)                                           | Mitte 19. Jahrhundert                           | erhaltenswertes Gebäude |    |
|                | Torfahrthaus Lindenplatz 8                                                             | Endingen, Lindenplatz 8 (Karte)                                           | 18. Jahrhundert                                 | Geschützt nach § 2 DSchG |    |
|                | Wohnhaus Lindenplatz 9 / 11                                                            | Endingen, Lindenplatz 9 / 11 (Karte)                                      | 18. Jahrhundert                                 | Geschützt nach § 2 DSchG |    |
|                | Wohnhaus Lindenplatz 13                                                                | Endingen, Lindenplatz 13 (Karte)                                          | 19. Jahrhundert                                 | erhaltenswertes Gebäude |    |
|                | Wohn- und Wirtschaftsgebäude Lindenplatz 14 / Stollbruckstraße 22                      | Endingen, Lindenplatz 14 / Stollbruckstraße 22 (Karte)                    | 1726                                            | Geschützt nach § 2 DSchG |    |
|                | Gasthaus Salmen                                                                        | Endingen, Lindenplatz 15 (Karte)                                          | 19. Jahrhundert                                 | erhaltenswertes Gebäude |    |
|                | Abtshaus, sog. Tennenbacher Hof                                                        | Endingen, Markgrafenstraße 1 (Karte)                                      | um 1550                                         | Geschützt nach § 2 DSchG |    |
|                | Fabrikgebäude, Loesch                                                                  | Endingen, Markgrafenstraße 3 (Karte)                                      | Ende des 19. Jahrhunderts                       | erhaltenswertes Gebäude | BW |
|                | Wohn- und Wirtschaftsgebäude Markgrafenstraße 4                                        | Endingen, Markgrafenstraße 4 (Karte)                                      | 19. Jahrhundert                                 | Prüffall | BW |
|                | Wohn- und Wirtschaftsgebäude Markgrafenstraße 9                                        | Endingen, Markgrafenstraße 9 (Karte)                                      | 19. Jahrhundert                                 | erhaltenswertes Gebäude |    |
|                | Wohnhaus Markgrafenstraße 11                                                           | Endingen, Markgrafenstraße 11 (Karte)                                     | 18. Jahrhundert                                 | Geschützt nach § 2 DSchG |    |
|                | Wohn- und Wirtschaftsgebäude Markgrafenstraße 15                                       | Endingen, Markgrafenstraße 15 (Karte)                                     | 18./19. Jahrhundert                             | Geschützt nach § 2 DSchG |    |
|                | Werkstatt Markgrafenstraße neben 15                                                    | Endingen, Markgrafenstraße neben 15 (Karte)                               | 19. Jahrhundert                                 | Geschützt nach § 2 DSchG | BW |
| Weitere Bilder | Brunnen am Marktplatz                                                                  | Endingen, Marktplatz (Karte)                                              | 1964                                            | Geschützt nach § 2 DSchG |    |
| Weitere Bilder | Rathaus, sog. Altes Rathaus                                                            | Endingen, Marktplatz 1 (Karte)                                            | um 1527                                         | Geschützt nach § 28 DSchG |    |
|                | Gasthaus Dreikönig                                                                     | Endingen, Marktplatz 3 (Karte)                                            | 16. Jahrhundert                                 | Geschützt nach § 28 DSchG |    |
|                | Gehöft Marktplatz 4                                                                    | Endingen, Marktplatz 4 (Karte)                                            | 18. Jahrhundert                                 | Geschützt nach § 28 DSchG |    |
|                | Wohn- und Geschäftshaus Marktplatz 5                                                   | Endingen, Marktplatz 5 (Karte)                                            | um 1790                                         | Geschützt nach § 2 DSchG |    |
| Weitere Bilder | Kornhaus                                                                               | Endingen, Marktplatz 6 (Karte)                                            | um 1617                                         | Geschützt nach § 28 DSchG |    |
|                | Schlosserei Marktplatz 8                                                               | Endingen, Marktplatz 8 (Karte)                                            | im Kern 16. Jahrhundert                         | Geschützt nach § 2 DSchG |    |
|                | Kanzlei Marktplatz 9                                                                   | Endingen, Marktplatz 9 (Karte)                                            | 1712                                            | erhaltenswertes Gebäude |    |
|                | Gasthaus Adler                                                                         | Endingen, Marktplatz 10 (Karte)                                           | um 1912                                         | Geschützt nach § 2 DSchG |    |
|                | Wohn- und Geschäftshaus Marktplatz 12                                                  | Endingen, Marktplatz 12 (Karte)                                           | 19. Jahrhundert                                 | Prüffall |    |
|                | Wohn- und Geschäftshaus Marktplatz 13                                                  | Endingen, Marktplatz 13 (Karte)                                           | um 1909                                         | Geschützt nach § 2 DSchG |    |
|                | Wohnhaus Marktplatz 14                                                                 | Endingen, Marktplatz 14 (Karte)                                           | Anfang 20. Jahrhundert                          | Geschützt nach § 2 DSchG | BW |
|                | Wohn- und Geschäftshaus Marktplatz 23                                                  | Endingen, Marktplatz 23 (Karte)                                           | spätes 19. Jahrhundert                          | erhaltenswertes Gebäude |    |
|                | Wohn- und Geschäftshaus Marktplatz 25 / 27                                             | Endingen, Marktplatz 25 / 27 (Karte)                                      | 19. Jahrhundert                                 | Geschützt nach § 2 DSchG |    |
|                | Wohnhaus Marktplatz 29                                                                 | Endingen, Marktplatz 29 (Karte)                                           | 17. Jahrhundert                                 | Geschützt nach § 2 DSchG |    |
|                | Wohn- und Wirtschaftsgebäude Martinskirchgässli 2                                      | Endingen, Martinskirchgässli 2 (Karte)                                    | 19. Jahrhundert                                 | erhaltenswertes Gebäude |    |
|                | Hofanlage Martinskirchgässli 4                                                         | Endingen, Martinskirchgässli 4 (Karte)                                    | um 1432                                         | Geschützt nach § 2 DSchG | BW |
|                | Scheune Meisterstraße hinter 2                                                         | Endingen, Meisterstraße hinter 2 (Karte)                                  | 18. Jahrhundert                                 | erhaltenswertes Gebäude |    |
|                | Wohnhaus Meisterstraße 4                                                               | Endingen, Meisterstraße 4 (Karte)                                         | 1755                                            | Geschützt nach § 2 DSchG |    |
|                | Wohn- und Wirtschaftsgebäude Meisterstraße 10                                          | Endingen, Meisterstraße 10 (Karte)                                        | 18. Jahrhundert                                 | erhaltenswertes Gebäude |    |
|                | Beinhaus                                                                               | Endingen, Peterskirchplatz 1/3 (Karte)                                    | 1487                                            | Geschützt nach § 2 DSchG | BW |
| Weitere Bilder | Katholische Pfarrkirche St. Peter                                                      | Endingen, Peterskirchplatz 2 (Karte)                                      | 1773-1775                                       | Geschützt nach § 2 DSchG |    |
|                | Wohnhaus Peterskirchplatz 5                                                            | Endingen, Peterskirchplatz 5 (Karte)                                      | 17. Jahrhundert                                 | Prüffall | BW |
|                | Wohnhaus Peterskirchstraße 1                                                           | Endingen, Peterskirchstraße 1 (Karte)                                     | 1799                                            | Geschützt nach § 2 DSchG | BW |
|                | Wohn- und Geschäftshaus Peterskirchstraße 2                                            | Endingen, Peterskirchstraße 2 (Karte)                                     | 1893                                            | erhaltenswertes Gebäude | BW |
|                | Wohnhaus Peterskirchstraße 3                                                           | Endingen, Peterskirchstraße 3 (Karte)                                     | um 1800                                         | Geschützt nach § 2 DSchG | BW |
|                | Wohnhaus Peterskirchstraße 6 / Unterkirchgässli 3                                      | Endingen, Peterskirchstraße 6 / Unterkirchgässli 3 (Karte)                | um 1650                                         | Geschützt nach § 2 DSchG |    |
|                | Wohnhaus Peterskirchstraße 16                                                          | Endingen, Peterskirchstraße 16 (Karte)                                    | 1497                                            | Geschützt nach § 2 DSchG | BW |
|                | Wohnhaus Rempartstraße 2                                                               | Endingen, Rempartstraße 2 (Karte)                                         | frühes 20. Jahrhundert                          | erhaltenswertes Gebäude | BW |
|                | Villa Rempartstraße 4                                                                  | Endingen, Rempartstraße 4 (Karte)                                         | um 1900                                         | Geschützt nach § 2 DSchG |    |
| Weitere Bilder | Kriegerdenkmal                                                                         | Endingen, Rempartstraße gegenüber 7 (Karte)                               | 1897                                            | Kriegerdenkmal für den Deutsch-Französischen Krieg 1870/71, Obelisk aus rotem Buntsandstein auf zweiteiligem Sockel, am unteren Teil des Sockels Inschrifttafeln der Kriegsteilnehmer, am oberen Teil Kartuschen mit Bronzemedaillons mit Profilköpfen von Bismarck und anderen, signiert L. Fischer." Geschützt nach § 2 DSchG |    |
|                | Gasthaus Schützen                                                                      | Endingen, Ringstraße 11 (Karte)                                           | Anfang 19. Jahrhundert                          | Geschützt nach § 2 DSchG |    |
|                | Wohnhaus Ringstraße 21                                                                 | Endingen, Ringstraße 21 (Karte)                                           | frühes 20. Jahrhundert                          | erhaltenswertes Gebäude | BW |
|                | Torfahrthaus Ritterstraße 2                                                            | Endingen, Ritterstraße 2 (Karte)                                          | 1737                                            | Geschützt nach § 2 DSchG |    |
|                | Wohnhaus Ritterstraße 4                                                                | Endingen, Ritterstraße 4 (Karte)                                          | 1. Hälfte des 18. Jahrhunderts                  | Geschützt nach § 2 DSchG |    |
|                | Wohnhaus Ritterstraße 6                                                                | Endingen, Ritterstraße 6 (Karte)                                          | 19. Jahrhundert                                 | erhaltenswertes Gebäude |    |
|                | Wohn- und Geschäftshaus Ritterstraße 8                                                 | Endingen, Ritterstraße 8 (Karte)                                          | 1588                                            | erhaltenswertes Gebäude (Wappenstein mit Jahreszahl 1588 ist nach $ 2 geschützt) |    |
|                | Wohnhaus Ritterstraße 9                                                                | Endingen, Ritterstraße 9 (Karte)                                          | 18. Jahrhundert                                 | Geschützt nach § 2 DSchG |    |
|                | Wohnhaus Spitalgäßli 1                                                                 | Endingen, Spitalgäßli 1 (Karte)                                           | 19. Jahrhundert                                 | erhaltenswertes Gebäude |    |
|                | Wohnhaus Spitalgäßli 3                                                                 | Endingen, Spitalgäßli 3 (Karte)                                           | 19. Jahrhundert                                 | Prüffall |    |
|                | Wohnhaus St. Jakobsgäßli 5                                                             | Endingen, St. Jakobsgäßli 5 (Karte)                                       | 1606                                            | erhaltenswertes Gebäude |    |
|                | Stadtgraben                                                                            | Endingen (Karte)                                                          |                                                 | Geschützt nach § 2 DSchG | BW |
|                | Torfahrthaus Stollbruckstraße 1                                                        | Endingen, Stollbruckstraße 1 (Karte)                                      | 18. Jahrhundert                                 | Geschützt nach § 2 DSchG |    |
|                | Wohnhaus Stollbruckstraße 2                                                            | Endingen, Stollbruckstraße 2 (Karte)                                      | 1771                                            | Geschützt nach § 2 DSchG |    |
|                | Wohnhaus Stollbruckstraße 3                                                            | Endingen, Stollbruckstraße 3 (Karte)                                      | 19. Jahrhundert                                 | erhaltenswertes Gebäude |    |
|                | Wohnhaus Stollbruckstraße 4                                                            | Endingen, Stollbruckstraße 4 (Karte)                                      | 18. Jahrhundert                                 | Geschützt nach § 2 DSchG |    |
|                | Wohn- und Wirtschaftsgebäude Stollbruckstraße 5                                        | Endingen, Stollbruckstraße 5 (Karte)                                      | 18. Jahrhundert                                 | Geschützt nach § 2 DSchG |    |
|                | Scheune Stollbruckstraße hinter 5                                                      | Endingen, Stollbruckstraße hinter 5 (Karte)                               | 18./19. Jahrhundert                             | erhaltenswertes Gebäude | BW |
|                | Wohnhaus Stollbruckstraße 6                                                            | Endingen, Stollbruckstraße 6 (Karte)                                      | 14. Jahrhundert                                 | Geschützt nach § 2 DSchG | BW |
|                | Ackerbürgerhaus Stollbruckstraße 7                                                     | Endingen, Stollbruckstraße 7 (Karte)                                      | 18./19. Jahrhundert                             | Geschützt nach § 2 DSchG |    |
|                | Scheune Stollbruckstraße hinter 7                                                      | Endingen, Stollbruckstraße hinter 7 (Karte)                               | 18./19. Jahrhundert                             | erhaltenswertes Gebäude | BW |
|                | Gehöft Stollbruckstraße 9                                                              | Endingen, Stollbruckstraße 9 (Karte)                                      | 1718                                            | Geschützt nach § 2 DSchG |    |
|                | Wohnhaus Stollbruckstraße 10                                                           | Endingen, Stollbruckstraße 10 (Karte)                                     | 18./19. Jahrhundert                             | erhaltenswertes Gebäude | BW |
|                | Wohnhaus Stollbruckstraße 11                                                           | Endingen, Stollbruckstraße 11 (Karte)                                     | 18. Jahrhundert                                 | Geschützt nach § 2 DSchG |    |
|                | Wohn- und Geschäftshaus Stollbruckstraße 13                                            | Endingen, Stollbruckstraße 13 (Karte)                                     | 1726                                            | Geschützt nach § 2 DSchG |    |
|                | Einhaus Stollbruckstraße 16                                                            | Endingen, Stollbruckstraße 16 (Karte)                                     | 17./18. Jahrhundert                             | Geschützt nach § 2 DSchG |    |
|                | Wohn- und Geschäftshaus Stollbruckstraße 18                                            | Endingen, Stollbruckstraße 18 (Karte)                                     | spätes 19. Jahrhundert                          | erhaltenswertes Gebäude |    |
|                | Wohnhaus mit Werkstatt Stollbruckstraße 20                                             | Endingen, Stollbruckstraße 20 (Karte)                                     | um 1894                                         | erhaltenswertes Gebäude |    |
|                | Gehöft Stollbruckstraße 21                                                             | Endingen, Stollbruckstraße 21 (Karte)                                     | 19. Jahrhundert                                 | Geschützt nach § 2 DSchG | BW |
|                | Scheune Stollbruckstraße hinter 25                                                     | Endingen, Stollbruckstraße hinter 25 (Karte)                              | 18./19. Jahrhundert                             | Geschützt nach § 2 DSchG | BW |
|                | Wohnhaus Stollbruckstraße 26                                                           | Endingen, Stollbruckstraße 26 (Karte)                                     | 19. Jahrhundert                                 | erhaltenswertes Gebäude |    |
|                | Scheune Stollbruckstraße hinter 26                                                     | Endingen, Stollbruckstraße hinter 26 (Karte)                              | 18./19. Jahrhundert                             | Geschützt nach § 2 DSchG |    |
|                | Wohnhaus Stollbruckstraße 27                                                           | Endingen, Stollbruckstraße 27 (Karte)                                     | 18. Jahrhundert                                 | Geschützt nach § 2 DSchG |    |
|                | Wohn- und Geschäftshaus Stollbruckstraße 29                                            | Endingen, Stollbruckstraße 29 (Karte)                                     | 18. Jahrhundert                                 | Geschützt nach § 2 DSchG |    |
|                | Gehöft Stollbruckstraße 31                                                             | Endingen, Stollbruckstraße 31 (Karte)                                     | 18. Jahrhundert                                 | erhaltenswertes Gebäude | BW |
|                | Wohnhaus Stollbruckstraße 33                                                           | Endingen, Stollbruckstraße 33 (Karte)                                     | 19. Jahrhundert                                 | Geschützt nach § 2 DSchG |    |
|                | Wohnhaus Stollbruckstraße 34                                                           | Endingen, Stollbruckstraße 34 (Karte)                                     | 19. Jahrhundert                                 | erhaltenswertes Gebäude | BW |
|                | Wohnhaus Totenkinzig 1                                                                 | Endingen, Totenkinzig 1 (Karte)                                           | 18. Jahrhundert                                 | Prüffall | BW |
|                | Wohnhaus Totenkinzig 3                                                                 | Endingen, Totenkinzig 3 (Karte)                                           | 18. Jahrhundert                                 | Prüffall |    |
|                | Wohnhaus Totenkinzig 4                                                                 | Endingen, Totenkinzig 4 (Karte)                                           | 17. Jahrhundert                                 | Prüffall | BW |
|                | Wohn- und Wirtschaftsgebäude Totenkinzig 5                                             | Endingen, Totenkinzig 5 (Karte)                                           | 18. Jahrhundert                                 | Geschützt nach § 2 DSchG | BW |
|                | Wohnhaus Totenkinzig 11                                                                | Endingen, Totenkinzig 11 (Karte)                                          | 18./19. Jahrhundert                             | erhaltenswertes Gebäude |    |
|                | Wohnhaus Totenkinzig 15                                                                | Endingen, Totenkinzig 15 (Karte)                                          | 18. Jahrhundert                                 | erhaltenswertes Gebäude | BW |
|                | Wohnhaus Totenkinzig 19                                                                | Endingen, Totenkinzig 19 (Karte)                                          | 1758                                            | erhaltenswertes Gebäude |    |
|                | Wohnhaus Totenkinzig 35                                                                | Endingen, Totenkinzig 35 (Karte)                                          | 19. Jahrhundert                                 | erhaltenswertes Gebäude | BW |
|                | Wohnhaus Totenkinzig 37                                                                | Endingen, Totenkinzig 37 (Karte)                                          | 19. Jahrhundert                                 | erhaltenswertes Gebäude | BW |
|                | Wohnhaus Totenkinzig 41                                                                | Endingen, Totenkinzig 41 (Karte)                                          | 19. Jahrhundert                                 | erhaltenswertes Gebäude |    |
|                | Gehöft Unterkirchgäßli 2                                                               | Endingen, Unterkirchgäßli 2 (Karte)                                       | 18. Jahrhundert                                 | Prüffall | BW |
|                | Wohn- und Wirtschaftsgebäude Venusberg 3                                               | Endingen, Venusberg 3 (Karte)                                             | frühes 19. Jahrhundert                          | erhaltenswertes Gebäude | BW |
|                | Wohnhaus Venusberg 4                                                                   | Endingen, Venusberg 4 (Karte)                                             | 18./19. Jahrhundert                             | erhaltenswertes Gebäude | BW |
|                | Wohnhaus Venusberg 5                                                                   | Endingen, Venusberg 5 (Karte)                                             | 19. Jahrhundert                                 | erhaltenswertes Gebäude | BW |
|                | Wohnhaus Venusberg 6/8                                                                 | Endingen, Venusberg 6/8 (Karte)                                           | 18. Jahrhundert                                 | Geschützt nach § 2 DSchG | BW |
|                | Wohnhaus Venusberg 7                                                                   | Endingen, Venusberg 7 (Karte)                                             | 19. Jahrhundert                                 | erhaltenswertes Gebäude | BW |
|                | Wohnhaus Venusberg 9                                                                   | Endingen, Venusberg 9 (Karte)                                             | 19. Jahrhundert                                 | erhaltenswertes Gebäude | BW |
|                | Wohnhaus Venusberg 10                                                                  | Endingen, Venusberg 10 (Karte)                                            | 18./19. Jahrhundert                             | erhaltenswertes Gebäude | BW |

### Amoltern
Bau-, Kunst- und Kulturdenkmale in Amoltern mit dem Dorf Amoltern (ohne weitere Wohnplätze):
| Bild | Bezeichnung | Lage               | Datierung | Beschreibung | ID |
| ---- | ----------- | ------------------ | --------- | ------------ | -- |
|      | St. Vitus   | Dorfstraße (Karte) |           | St. Vitus    |    |

### Kiechlinsbergen
Bau-, Kunst- und Kulturdenkmale in Kiechlinsbergen mit dem Dorf Kiechlinsbergen (ohne weitere Wohnplätze):
| Bild           | Bezeichnung    | Lage                                     | Datierung | Beschreibung | ID |
| -------------- | -------------- | ---------------------------------------- | --------- | ------------ | -- |
|                | Schulgebäude   | Kiechlinsbergen, Herrenstraße 19 (Karte) |           | [ 1 ]        |    |
| Weitere Bilder | St. Petronilla | Kiechlinsbergen, Kirchstraße (Karte)     | 1813      |              |    |

### Königschaffhausen
Bau-, Kunst- und Kulturdenkmale in Königschaffhausen mit dem Dorf Königschaffhausen (ohne weitere Wohnplätze):
| Bild           | Bezeichnung                      | Lage                                             | Datierung | Beschreibung        | ID |
| -------------- | -------------------------------- | ------------------------------------------------ | --------- | ------------------- | -- |
| Weitere Bilder | Evangelische Kirche              | Königschaffhausen, Am Kirchengraben 2 (Karte)    |           | Evangelische Kirche |    |
| Weitere Bilder | Maria Sibylla Merian Grundschule | Königschaffhausen, Untere Guldenstraße 3 (Karte) |           | [ 1 ]               |    |